# Gianni Petrucci
Pour les articles homonymes, voir Petrucci.
Gianni Petrucci (né en 1945 à Rome) est un dirigeant sportif italien, président du Comité national olympique italien (CONI) de 1999 à 2012.

## Biographie
Gianni Petrucci termine son 4e mandat consécutif qui s'est achevé avec les Jeux olympiques d'été de 2012.
Diplômé en sciences politiques, sa carrière est partagée entre la Fédération italienne de football (FIGC) et la Fédération italienne de basket-ball (FIP). 
Entre 1977 et 1985, il est secrétaire général de la FIP avant de devenir le secrétaire général de la FIGC. Au sein de la FIGC, il a également la charge de « commissaire extraordinaire » de l'association des arbitres italiens. En 1991, il quitte la FIGC pour devenir pendant 6 mois vice-président exécutif de l'AS Rome. Le 29 janvier 1999, il est élu pour la première fois président du CONI.
Le 19 mai 2010, il est durement critiqué par Luca Zaia, par le maire de Venise et par d'autres hommes politiques vénitiens, pour avoir proposé la candidature de Rome en lieu et place de Venise aux Jeux olympiques d'été de 2020.